# مصطفى هيمون
مصطفى هيمون (ولد يوم 20 ماي 1959 بوهران)، ممثل فكاهي جزائري معروف باسم مصطفى "غير هاك" أو مصطفى "بلا حدود"، 

## مسيرته الفنية
بدأ مسيرته الفنية على خشبة المسرح في وهران سنة 1977، ثم عمل في سلسلة بلا حدود مع حميد وحزيم من 1987 إلى غاية 1998، شارك في الإنتاج الدولي مع أكبر نجوم الراي ن بي رقم 2,3 و4، على غرار ذلك فهو يخرج أفلام وسكاتشات من نوع DVD. كما شارك في كليب معبلال الصغير وفرقة m.a.f.و شارك مصطفى في أغنية مع harrage mc

## أعماله
- 1987-1998: بلا حدود
- 1994: كرنفال في دشرة
- 2004:من الدوار للدولار
- وهران-بونكوك مع قدور وهواري فتيت
- 2008: فيروس في القصر
- 2009: عمارة الحاج لخضر 3
- 2009: الجزاير امام مصر
- 2009: عمارة الحاج لخضر 3
- 2011: جمعي فاميلي 3 لخضر
- 2012: قهوة ميمون [1]
- 2012: دار الجيران
- 2014: الفيرمة
- 2014: غير اجي وزدم
- 2018: صفي وشرب
- 2019: مهمة بلا حدود
- 2020.دار النسا
- 2021:عاشور العاشر 3
- 2021.وين رانا رايحين
- 2023:عيشة problème
- 2025:أولاد العم
- 2025:زينة بنت بوها